# Ludmiła Postnowa
Ludmiła Grigorjewna Postnowa (ros. Людмила Григорьевна Постнова; ur. 11 sierpnia 1984 w Jarosławiu), rosyjska piłkarka ręczna, reprezentantka Rosji, grająca na pozycji środkowej rozgrywającej. Obecnie występuje w Superlidze, w drużynie Zwiezda Zwienigorod. Czterokrotnie zdobywała mistrzostwo świata w: 2001 we Włoszech, 2005 w Rosji, 2007 we Francji i 2009 w Chinach, na zakończenie tego turnieju została wybrana MVP.
Podczas Igrzysk Olimpijskich 2008 w Pekinie zdobyła srebrny medal.
Postnowa została odznaczona tytułem Zasłużonego Mistrza Sportu. 2 sierpnia 2009 r. Ludmiła została odznaczona Orderem „Za zasługi dla Ojczyzny” II klasy.

## Sukcesy

### Klubowe
- Mistrzostwo Rosji:  (2003, 2004, 2005, 2006, 2008)
- Wicemistrzostwo Rosji:  (2007, 2010)
- Puchar Rosji:  (2007)
- Liga Mistrzyń:  (2007)

### Reprezentacyjne
- Mistrzostwo Świata:  (2001, 2005, 2007, 2009)
- Puchar Świata:  (2006)
- Mistrzostwo Europy:  (2006)
- Igrzyska Olimpijskie:  (2008)

### Nagrody indywidualne
- 2008: najlepsza lewa rozgrywająca Igrzysk Olimpijskich w Pekinie
- 2009: MVP mistrzostw świata w Chinach

## Odznaczenia
- Odznaczona tytułem Zasłużonego Mistrza Sportu.
- Order „Za zasługi dla Ojczyzny” II klasy (2 sierpnia 2009) - za zdobycie wicemistrzostwa olimpijskiego w 2008 w Pekinie.